# Tschernetscha Sloboda
Tschernetscha Sloboda (ukrainisch und russisch Чернеча Слобода) ist ein Dorf in der ukrainischen Oblast Sumy mit etwa 1700 Einwohnern (2001).
Das im 17. Jahrhundert gegründete Dorf liegt auf einer Höhe von 164 m an einem von einem Bach gespeisten Stausee und am Ufer des Flusses Tern, 25 km südwestlich vom ehemaligen Rajonzentrum Buryn und etwa 90 km westlich vom Oblastzentrum Sumy.
Durch das Dorf verläuft die Regionalstraße P–61 und die Territorialstraße T–19–14.
Am 8. August 2018 wurde das Dorf ein Teil der neugegründeten Siedlungsgemeinde Dubowjasiwka, bis dahin bildete es die gleichnamige Landratsgemeinde Tschernetscha Sloboda (Чернечослобідська сільська рада/Tschernetschoslobidska silska rada) im Südwesten des Rajons Buryn. Zu dieser gehörte bis Dezember 2000 noch das dann aufgegebene Dorf Mohyltschyne (Могильчине, ⊙) gehörte.
Am 17. Juli 2020 kam es im Zuge einer großen Rajonsreform zum Anschluss des Rajonsgebietes an den Rajon Konotop.

## Söhne und Töchter der Ortschaft
- Mychajlo Rubatsch (Михайло Абрамович Рубач; 1899–1980) sowjetischer Historiker und Archivar